# Vin Denson
Vincent "Vin" Denson (Chester, 24 november 1935) is een voormalig Brits wielrenner. Denson stond in continentaal Europa bekend als "Vic", omdat Vin in het Frans "wijn" betekent.

## Carrière
Hij reed in 1961 voor de landenploeg van Groot-Brittannië de Tour de France. Hij ging in Troyes wonen om te koersen en kreeg in 1963 op 27-jarige leeftijd een contract van de Pelforth-ploeg.
In 1964 verhuisde Denson naar Gent om voor de Solo-ploeg van Rik Van Looy te gaan rijden. Het jaar daarop trad hij in dienst van Raphaël Geminiani en werd knecht van Jacques Anquetil. Hij had intussen een café in Gent geopend.
Vin Denson werd de eerste Brit die een etappe in de Giro won, in 1966.
Denson reed in 1967 de Tour de France voor het landenteam van Groot-Brittannië. In die editie stierf zijn vriend Tom Simpson op de top van de Mont Ventoux. De volgende dag, zo had het peloton besloten, zou Denson vrij baan krijgen voor de etappeoverwinning, als eerbetoon aan Simpson. De overwinning ging in plaats daarvan naar zijn landgenoot Barry Hoban, omdat Denson nog te zeer van streek was.
In 2008 kwam zijn autobiografie The Full Cycle uit.

## Belangrijkste overwinningen
1965
- 3e etappe Vierdaagse van Duinkerke
- 3e etappe Ronde van Luxemburg
- Eindklassement Ronde van Luxemburg

1966
- 9e etappe Ronde van Italië

## Resultaten in voornaamste wedstrijden
| Jaar | Ronde van Italië | Ronde van Frankrijk | Ronde van Spanje |
| ---- | ---------------- | ------------------- | ---------------- |
| 1961 |                  | opgave              |                  |
| 1963 |                  |                     |                  |
| 1964 |                  | 72e                 |                  |
| 1965 |                  | 87e                 |                  |
| 1966 | 40e (1)          | buiten tijd         |                  |
| 1967 | opgave           | opgave              |                  |
| 1968 | 87e              | 62e                 |                  |

| Jaar | Milaan-San Remo | Gent-Wevelgem | Ronde van Vlaanderen | Parijs-Roubaix | Amstel Gold Race | Luik-Bast.‑Luik | Kuurne-Brussel-Kuurne |  | WK op de weg |
| ---- | --------------- | ------------- | -------------------- | -------------- | ---------------- | --------------- | --------------------- |  | ------------ |
| 1961 |                 |               |                      |                |                  |                 |                       |  |              |
| 1963 | 10e             |               |                      |                |                  |                 |                       |  | 34e          |
| 1964 |                 | 69e           |                      |                |                  |                 |                       |  |              |
| 1965 |                 | 37e           | 23e                  |                |                  |                 | ↑                     |  |              |
| 1966 |                 |               | 18e                  | 45e            | 32e              |                 |                       |  |              |
| 1967 | 83e             | 52e           | 30e                  |                |                  | 21e             |                       |  |              |
| 1968 |                 |               |                      |                |                  |                 |                       |  |              |

Wielerploegen van Vin Denson
Baguet ·
Borremans ·
Bosmans ·
Covent ·
Decabooter ·
De Muynck ·
De Pauw ·
De Thaey ·
De Wolf ·
Deferm ·
Delvael ·
Denson ·
Derboven ·
Desmet ·
Lelangue ·
Lykke ·
Maes ·
Proost ·
Schroeders ·
Scrayen ·
Sels ·
Sorgeloos · 

Stevens ·
Van Aerde ·
Van Damme (tot 31/07) ·
Van De Kerckhove · 
Van Looy ·
Van Steenbergen ·
Van Vreckom ·
Vanderbist ·
Wouters
Aimar · 
Anquetil ·
Beuffeuil ·
Denson ·
Elliott ·
Everaert ·
Graczyk ·
Grain ·
den Hartog ·
Ignolin ·
Jourden ·
Le Dudal · 
Lebaube ·
Lemeteyer ·
Lute ·
Martin ·
Novak ·
Poppe ·
Quesne ·
Rostollan ·
Salmon ·
Stablinski ·
Thiélin ·
Vannitsen ·
Wuillemin
Aimar · 
Annaert ·
Anquetil ·
Denson ·
Everaert ·
Graczyk ·
Grain ·
Hagmann ·
den Hartog ·
Hugens ·
Jiménez ·
Läuppi · 
Lemeteyer ·
Lute ·
Martin ·
Milesi ·
Novak ·
Quesne ·
Stablinski ·
Thiélin ·
Theillière ·
Van De Kerckhove ·
Wuillemin
Adler ·
Aimar · 
Anquetil ·
Berland ·
Bolley ·
Campagnaro ·
Denson ·
Graczyk ·
Grain ·
Guiot ·
den Hartog ·
Jiménez ·
Leduc ·
Lemeteyer ·
Lepachelet ·
Milesi ·
Novak ·
Riotte ·
Stablinski ·
Steegmans ·
Theillière ·
Wolfshohl
Adler ·
Aimar · 
Anquetil ·
Berland ·
Bolley ·
Campagnaro ·
Denson ·
Genty ·
Ghisellini ·
Graczyk ·
Grain ·
Grosskost ·
Guillaume ·
Guiot ·
Haast ·
den Hartog ·
Head ·
Jiménez ·
Lemeteyer ·
Locatelli ·
Milesi ·
Novak ·
Pinault ·
Plent · 

Rousseau ·
Sels ·
Theillière ·
Van Neste ·
Wolfshohl · 
Wright